# سوگامو

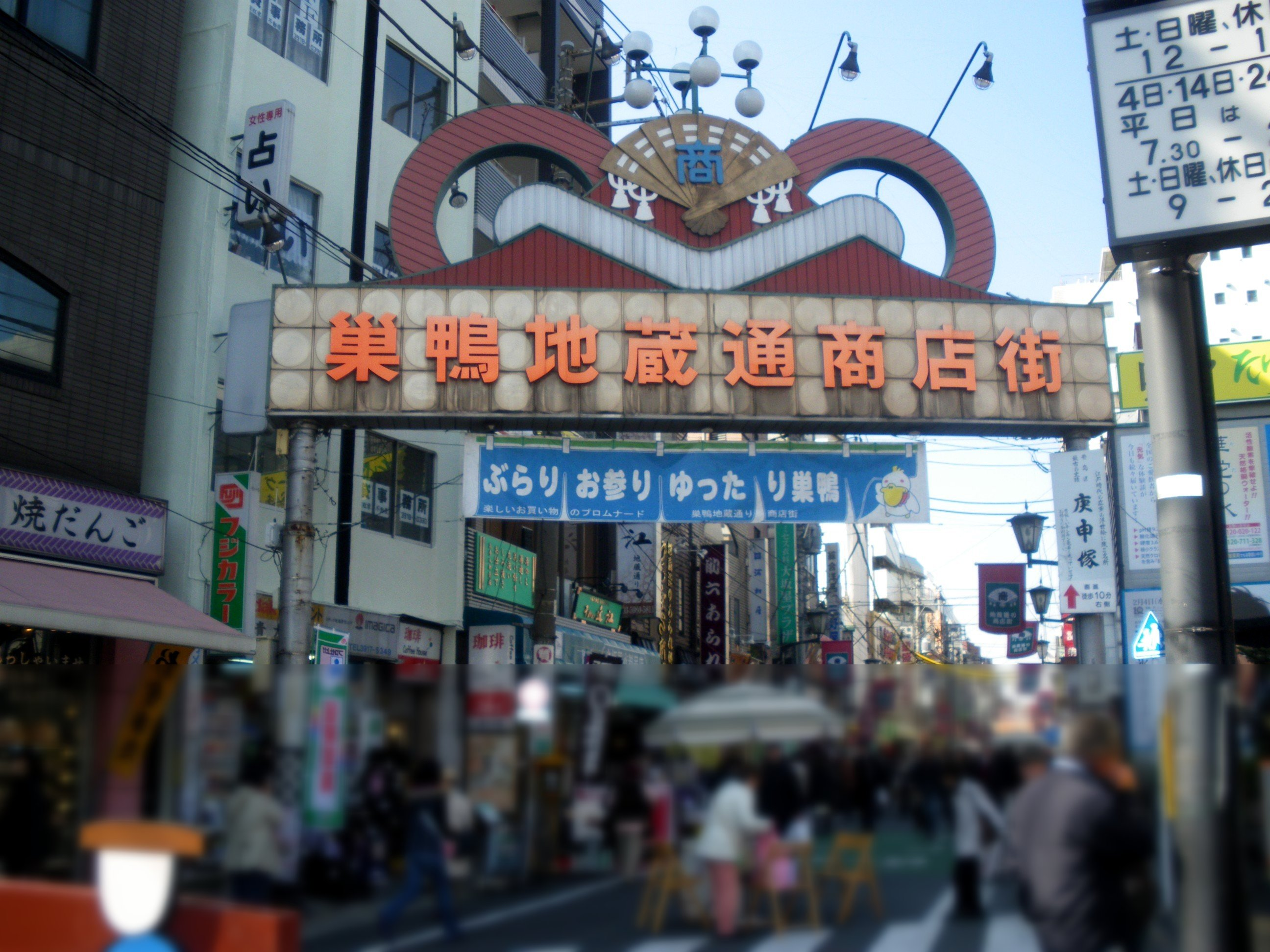
جیزودوری در کنار معبد کوگانجی در سوگامو.

سوگامو (به ژاپنی: (巣鴨 Sugamo) یکی از محله‌های توکیو پایتخت ژاپن است که در منطقهٔ توشیما واقع شده‌است. معبد کوگانجی در این محله قرار دارد. جیزو-دوری (به ژاپنی: 地蔵通り Jizō-dōri) در کنار این معبد مرکز خریدی است که نزد بسیاری از سالمندان ژاپنی محبوبیت دارد. جیزو-دوری به نام هارجوکوی مادربزرگان شهرت دارد. بسیاری از نظرخواهی‌های سالمندان توکیو در این محل انجام شده‌است.
معبد شین‌جوجی (به ژاپنی: 真性寺 しんしょうじ) و معبد هون‌میوجی (به ژاپنی: 本妙寺 ほんみょうじ) نیز معبدهای دیگر این محله هستند. 
در روبروی ایستگاه همبرگر مک‌دونالد قرار دارد و از مختصات این مک دونالد این است که منوی آن مطابق با سالمندان است و بسیاری از واژه‌های معمول در دیگر مراکز فروش مکدونالد در ژاپن در این شعبه به واژه‌های ژاپنی برگردانده شده‌اند. به‌طور مثال اندازهٔ نوشابه‌ها به جای  S・M・L به صورت 小・中・大  نوشته شده‌است.    

## ایستگاه راه آهن
- جی آر، خط یامانوته، ایستگاه سوگامو
- متروی توئی، خط میتا